# Phragmites australis
El carrizo (Phragmites australis) es una especie de caña del género Phragmites de la familia Poaceae. 

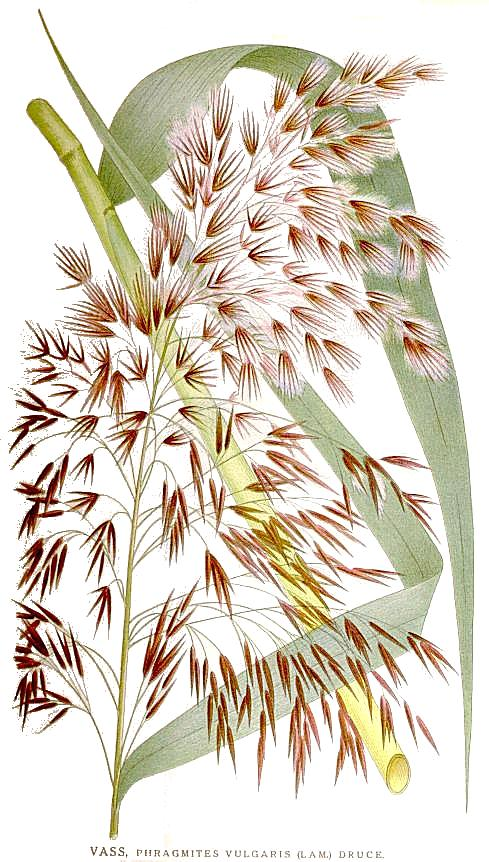
Ilustración

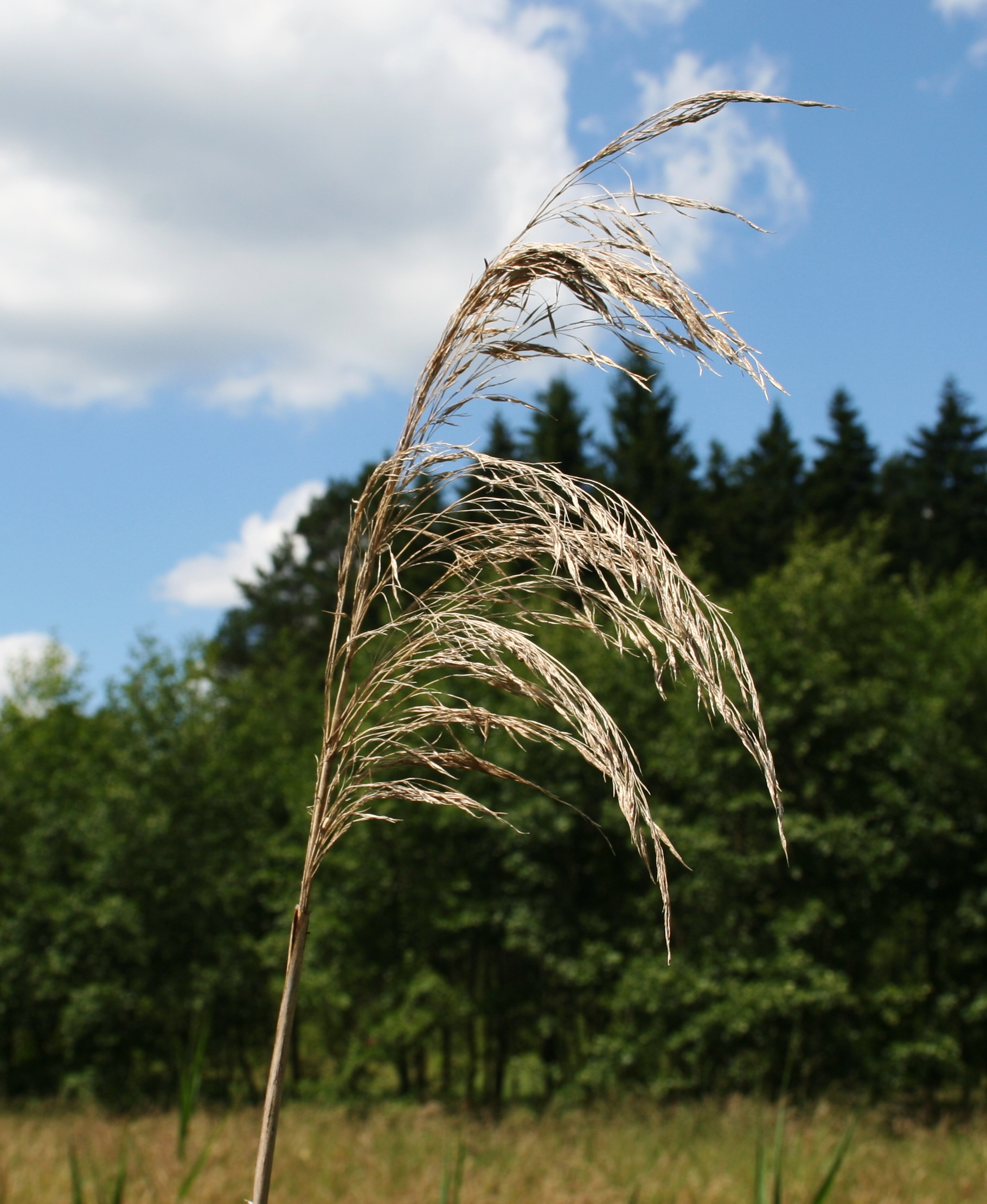
Espiga

## Descripción
Es una planta perenne, con un rizoma rastrero con capacidad para crecer en la superficie buscando agua. Puede alcanzar los 4 m de altura y 2 cm de diámetro, presentando una gran inflorescencia al final del tallo.

## Hábitat
Tiene una distribución cosmopolita y subcosmopolita. Geófito.
Suele habitar suelos húmedos y orillas de cursos de agua y lagunas. En ríos se encuentran fundamentalmente en los tramos más bajos, en los que la velocidad del curso de agua les permite enraizar.
Puede soportar bastante bien niveles moderados de salinidad en el agua y en el suelo, necesitando suelos encharcados hasta profundidades de 5 dm, por lo que es posible encontrarlo en las proximidades de marismas y zonas más salobres.

## Ecología
Los carrizales son ocupados por multitud de aves acuáticas, utilizándolos para nidificar. Algunas de ellas reciben incluso el nombre de Carriceros (como los pertenecientes al género Acrocephalus).

## Taxonomía
Phragmites australis fue descrita primero por Antonio José de Cavanilles como Arundo australis y publicado en Anales de Historia Natural, vol.  1(2), p. 100–101, 1799 y posteriormente desplazado al género Phragmites por Carl Bernhard von Trinius y publicado en Ernst Gottlieb von Steudel, Nomenclator Botanicus Editio secunda, vol. 1, p. 143, 1840.
Etimología
- Phragmites: nombre genérico que deriva del griego phragma, cerca, valla, no crecen a lo largo de los ríos.[3][4]
- australis: epíteto latíno que significa "del sur".[5]

## Usos
Esta caña ha sido utilizada tradicionalmente para techar chozas y preparar cercados en algunos lugares.

## Nombre común
- Castellano: carricillo, carriza, carrizo, carrizo común, caña, caña borda, caña borde, caña de río, cañafifla, cañavera, cañeta, cañete, cañilga, cañita, cañiza, cañizo, cañota, cañote, cañuela de céspedes, jiscas, manchega, mellizo, plumero, senill, sisca. Las cifras entre paréntesis indican la frecuencia del uso del vocablo en España.[6]